# Клипан
Клипан (на шведски: Klippan) е град в южна Швеция, лен Сконе. Главен административен център на едноименната община Клипан. Намира се на около 460 km на югозапад от столицата Стокхолм и на 30 km на североизток от Хелсингбори. Получава статут на търговски град (на шведски шьопинг) през 1945 г. ЖП възел. Населението на града е 8116 жители според данни от преброяването през 2010 г.

## Личности
Родени
- Бертил Олин (1899-1979), шведски икономист